# مشروع الأرز الضخم

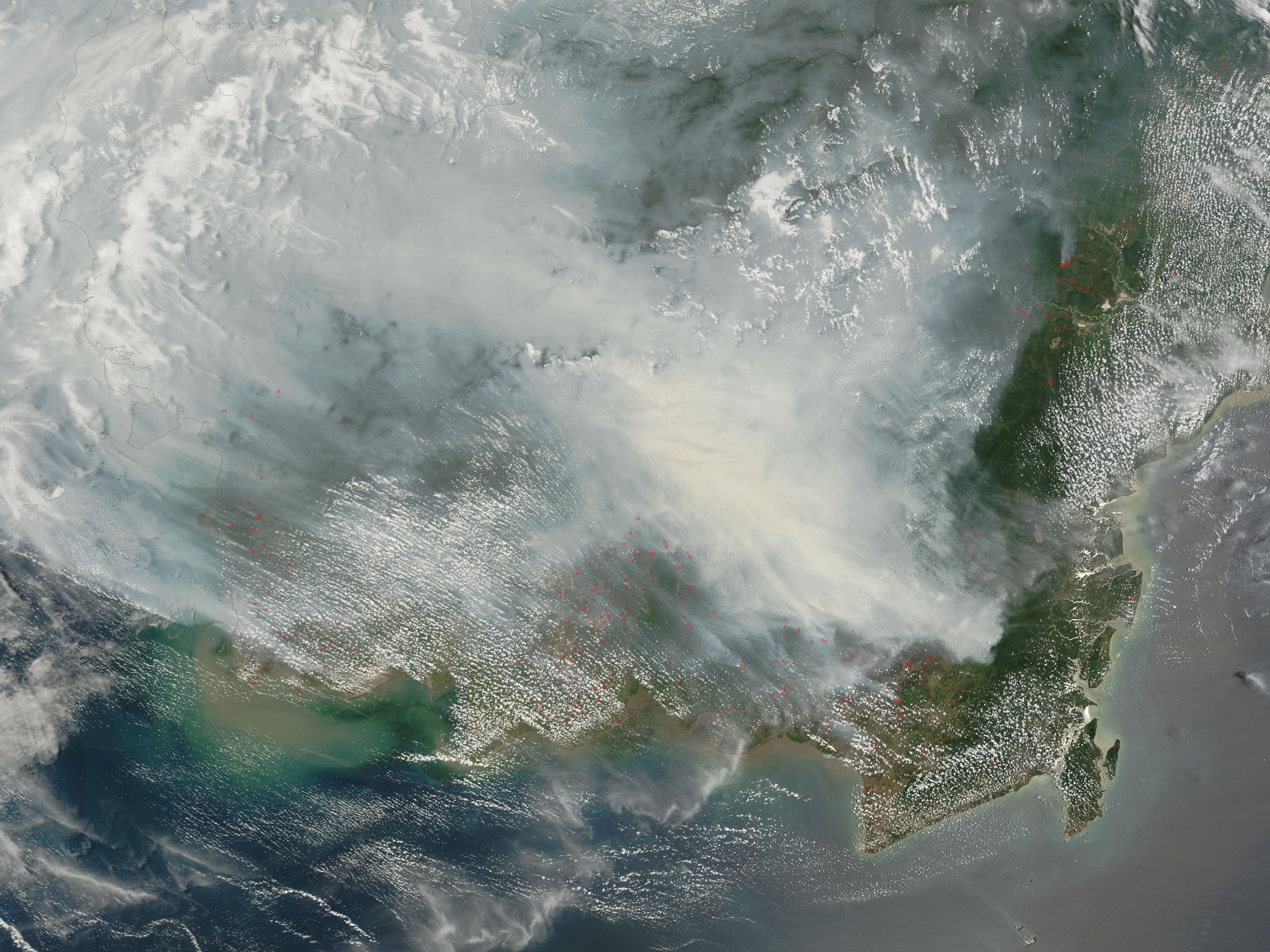
حرائق في بورنيو عام 2006. الحرائق في الخث - طبقات سميكة من النباتات الميتة غير المتحللة - شديدة الدخان ويصعب إخمادها.

بدأ مشروع الأرز الضخم في عام 1996 في الأجزاء الجنوبية من كاليمانتان، القسم الإندونيسي من بورنيو. كان الهدف هو تحويل مليون هكتار من غابات مستنقعات الخث غير المنتجِة وذات الكثافة السكانية المنخفضة إلى حقول أرز في محاولة لتخفيف النقص المتزايد في الغذاء في إندونيسيا. قامت الحكومة باستثمارات كبيرة في بناء قنوات الري وإزالة الأشجار. لم ينجح المشروع، وتم التخلي عنه في النهاية بعد إلحاق أضرار جسيمة بالبيئة.

## ملخّص
غابة مستنقعات الخث في جنوب كاليمانتان هي منطقة بيئية غير عادية تضم العديد من الأنواع الفريدة أو النادرة مثل إنسان الغاب، بالإضافة إلى الأشجار البطيئة النمو ولكنها ذات قيمة. غابة مستنقعات الخث عبارة عن نظام بيئي مزدوج، حيث توجد أشجار استوائية متنوعة تقف على طبقة من 10 أمتار إلى 12 مترًا من الخث - وهي مادة نباتية متحللة جزئيًا ومشبعة بالمياه - والتي بدورها تغطي التربة غير الخصبة نسبيًا. الخث هو مخزن رئيسي للكربون. إذا تم تفكيكه وحرقه، فإنه يساهم في انبعاثات ثاني أكسيد الكربون، وهو مصدر للاحترار العالمي. على عكس الغابات الشمالية، التي تتجدد في غضون 10 إلى 30 عامًا حتى بعد القطع الواضح، قد تستغرق غابة مستنقعات الخث عدة قرون حتى تتجدد.
تم تطهير غابات مستنقعات الخث في كاليمانتان ببطء من أجل الزراعة والمزارع على نطاق صغير قبل عام 1997، لكن معظم الغطاء الأصلي ظل موجودًا. في عام 1996، بدأت الحكومة الإندونيسية مشروع الأرز الضخم، والذي يهدف إلى تحويل مليون هكتار من غابات مستنقعات الخث إلى حقول أرز. بين عامي 1996 و1998، أكثر من 4000 تم حفر كيلومترات من قنوات الصرف والري، وبدأت إزالة الغابات جزئيًا من خلال الحراجة القانونية وجزئيًا من خلال الحرق. فتحت القنوات المائية والطرق والسكك الحديدية المبنية من أجل الحراجة المشروعة المنطقة للغابات غير القانونية. في منطقة مشروع الأرز الضخم، انخفض الغطاء الحرجي من 64.8 % في عام 1991 إلى 45.7 % في عام 2000، واستمرت عمليات التطهير منذ ذلك الحين. يبدو أنه تمت الآن إزالة جميع الأشجار القابلة للتسويق تقريبًا من المناطق التي يغطيها مشروع الأرز الضخم.
حيث غمرت الغابات في كثير من الأحيان بعمق يصل إلى مترين في موسم الأمطار، يكون سطحها الآن جافًا في جميع أوقات السنة. لذلك تخلت الحكومة عن مشروع الأرز الضخم، لكن الخث الجاف عرضة للحرائق التي تستمر في الاندلاع على نطاق واسع. يتسبب تدمير غابات الخث في تلوث الأنهار بحمض الكبريتيك. في مواسم الأمطار، تقوم القنوات بتصريف المياه الحمضية التي تحتوي على نسبة عالية من كبريتات البيريت في الأنهار حتى 150 كم المنبع من مصب النهر. قد يكون هذا عاملاً يساهم في انخفاض مصيد الأسماك.